# روبرتا إل. رايموند
روبرتا إل. رايموند (بالإنجليزية: Roberta L. Raymond)‏ هي ناشِطة وممثلة أمريكية، ولدت في 16 نوفمبر 1938 في أوك بارك في الولايات المتحدة، وتوفيت في 7 مايو 2019 في شيكاغو في الولايات المتحدة.